# Episodi di Gossip Girl (serie televisiva 2021) (seconda stagione)
La seconda e ultima stagione della serie televisiva Gossip Girl, composta da dieci episodi, è stata distribuita negli Stati Uniti dalla piattaforma streaming HBO Max dal 1º dicembre 2022 al 26 gennaio 2023.
In Italia la stagione è stata trasmessa in prima visione sul canale satellitare Sky Serie dal 2 dicembre 2022 al 27 gennaio 2023.
| nº | Titolo originale                | Titolo italiano                              | Pubblicazione USA | Prima TV Italia  |
| -- | ------------------------------- | -------------------------------------------- | ----------------- | ---------------- |
| 1  | Deb Brawl in a Blue Dress       | Zuffa in abito blu al ballo delle debuttanti | 1º dicembre 2022  | 2 dicembre 2022  |
| 2  | Guess Who's Coming at Dinner    | Indovina chi viene a cena                    | 1º dicembre 2022  | 2 dicembre 2022  |
| 3  | Great Reputations               | Grandi reputazioni                           | 8 dicembre 2022   | 9 dicembre 2022  |
| 4  | One Flew Over the Cuck's Nest   | Qualcuno volò sul nido del cuculo            | 15 dicembre 2022  | 16 dicembre 2022 |
| 5  | Games, Trains and Automobiles   | Giochetti, treni, automobili                 | 22 dicembre 2022  | 23 dicembre 2022 |
| 6  | How to Bury a Millionaire       | Come seppellire un milionario                | 29 dicembre 2022  | 30 dicembre 2022 |
| 7  | Dress Me Up! Dress Me Down!     | Vestimi! Svestimi!                           | 5 gennaio 2023    | 6 gennaio 2023   |
| 8  | Y Lu's Mamá También             | I drammi delle madri                         | 12 gennaio 2023   | 13 gennaio 2023  |
| 9  | I Know What You Did Last Summit | L'ultimo combattimento                       | 19 gennaio 2023   | 20 gennaio 2023  |
| 10 | I Am Gossip                     | Io sono Gossip Girl                          | 26 gennaio 2023   | 27 gennaio 2023  |

## Zuffa in abito blu al ballo delle debuttanti
- Titolo originale: Deb Brawl in a Blue Dress
- Diretto da: Joshua Safran
- Scritto da: Ashley Wigfield

## Indovina chi viene a cena
- Titolo originale: Guess Who's Coming at Dinner
- Diretto da: Joshua Safran
- Scritto da: Sigrid Gilmer

## Grandi reputazioni
- Titolo originale: Great Reputations
- Diretto da: Sophia Takal
- Scritto da: Carmen Pilar Golden

## Qualcuno volò sul nido del cuculo
- Titolo originale: One Flew Over the Cuck's Nest
- Diretto da: Sophia Takal
- Scritto da: Amos Mac

## Giochetti, treni, automobili
- Titolo originale: Games, Trains and Automobiles
- Diretto da: Satya Bhabha
- Scritto da: Ryan Koehn

## Come seppellire un milionario
- Titolo originale: How to Bury a Millionaire
- Diretto da: Satya Bhabha
- Scritto da: Kelli Breslin

## Vestimi! Svestimi!
- Titolo originale: Dress Me Up! Dress Me Down!
- Diretto da: Jennifer Lynch
- Scritto da: Tiffany So

## I drammi delle madri
- Titolo originale: Y Lu's Mamá También
- Diretto da: Jennifer Lynch
- Scritto da: Joe Fazzio

## L'ultimo combattimento
- Titolo originale: I Know What You Did Last Summit
- Diretto da: Joshua Safran
- Scritto da: Eric Eidelstein

## Io sono Gossip Girl
- Titolo originale: I Am Gossip
- Diretto da: Joshua Safran
- Scritto da: Sigrid Gilmer e Carmen Pilar Golden